# Aderus obscuricolor
Aderus obscuricolor es una especie de coleóptero de la familia Aderidae. Fue descrita científicamente por Maurice Pic en 1905.

## Distribución geográfica
Habita en Brasil y Bolivia.